# Адаха
Адаха (исп. Río Adaja) — река в Испании. Длина — 163 км, площадь бассейна — 5328 км².

## География
Истоки реки находятся в горах Сьерра-де-ла-Парамера в Центральных Кордильерах на территории провинции Авила. Адаха протекает по территории Месеты (провинции Авила, Сеговия и Вальядолид), после чего впадает в реку Дуэро на территории муниципалитета Тордесильяс. На берегах реки расположен исторический город Авила.
Расход воды в реке резко отличается в зависимости от сезона.
Высота истока — 1300 м над уровнем моря. Высота устья — 675 м над уровнем моря.

## Флора и фауна
Так как река протекает в засушливой местности, вид её берегов отличается от окружающей территории. Если в Месете преобладают травянистые растения и кустарники, то в долине реки распространены виды ивы и тополя, ясень, вяз, тёрн и другие деревья. В самой реке обитают рыбы и раки, свойственные для Дуэро и Пиренейского полуострова.

## Галерея

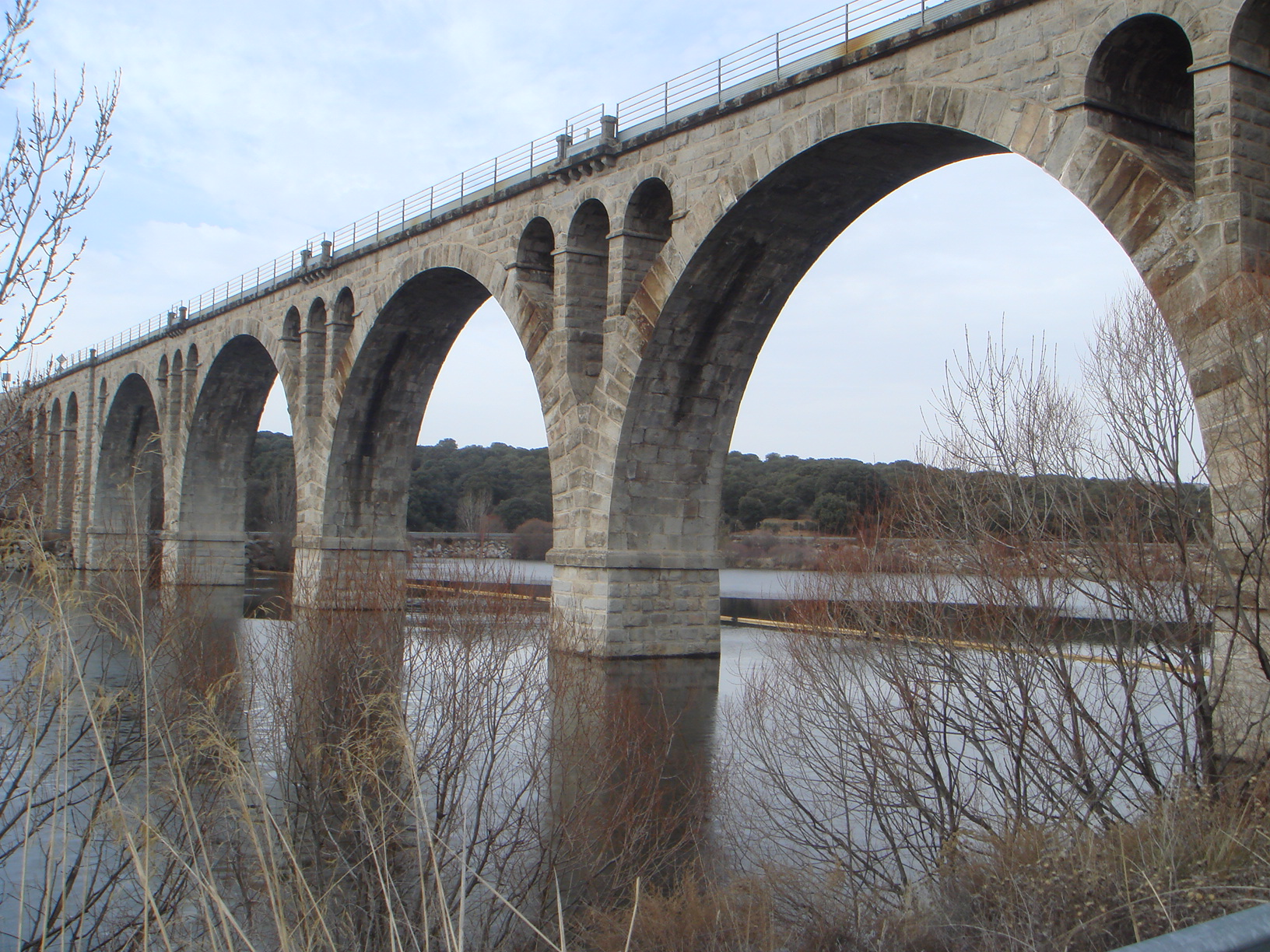
Мост в Авиле через Адаху
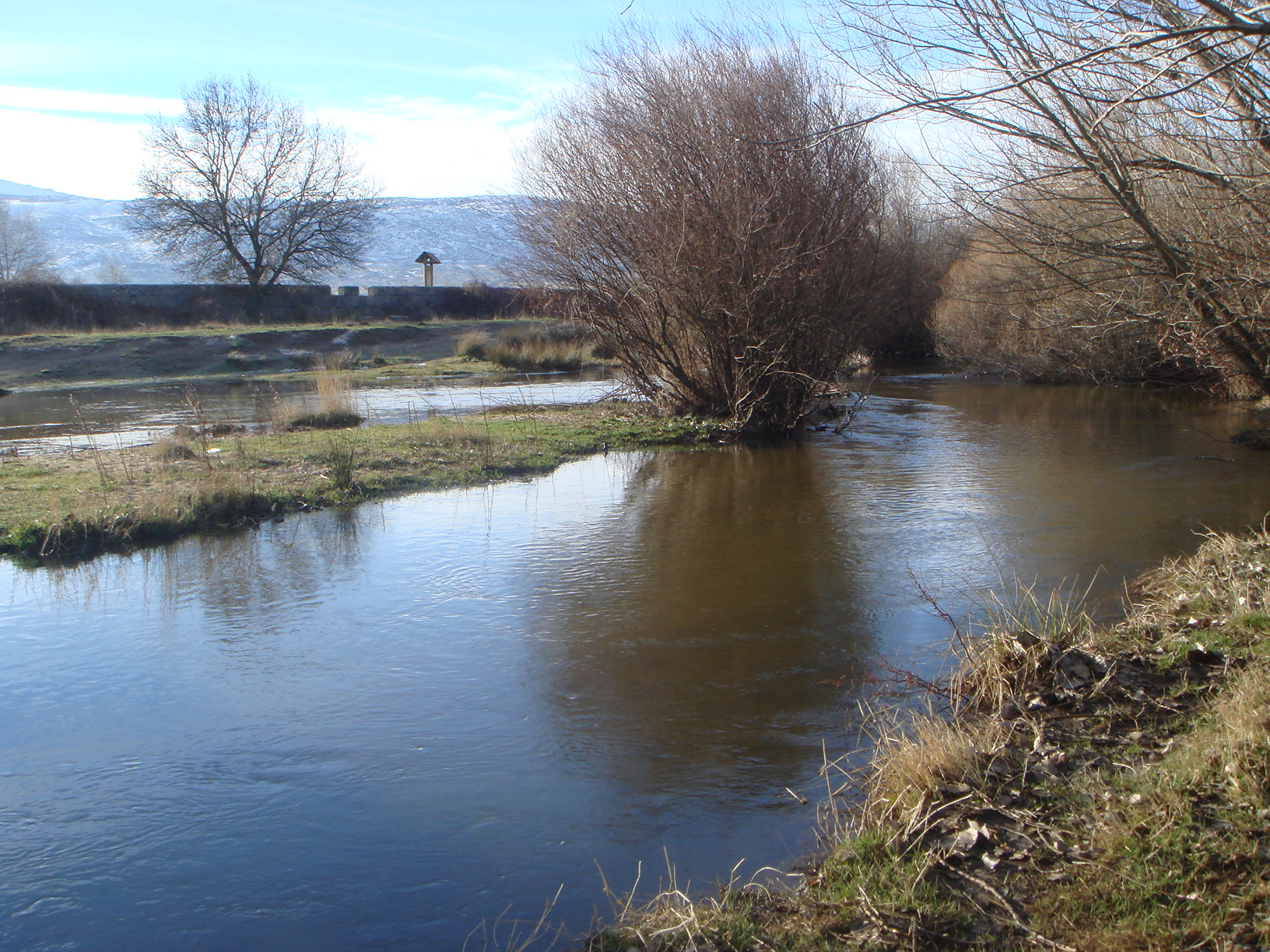
Адаха зимой
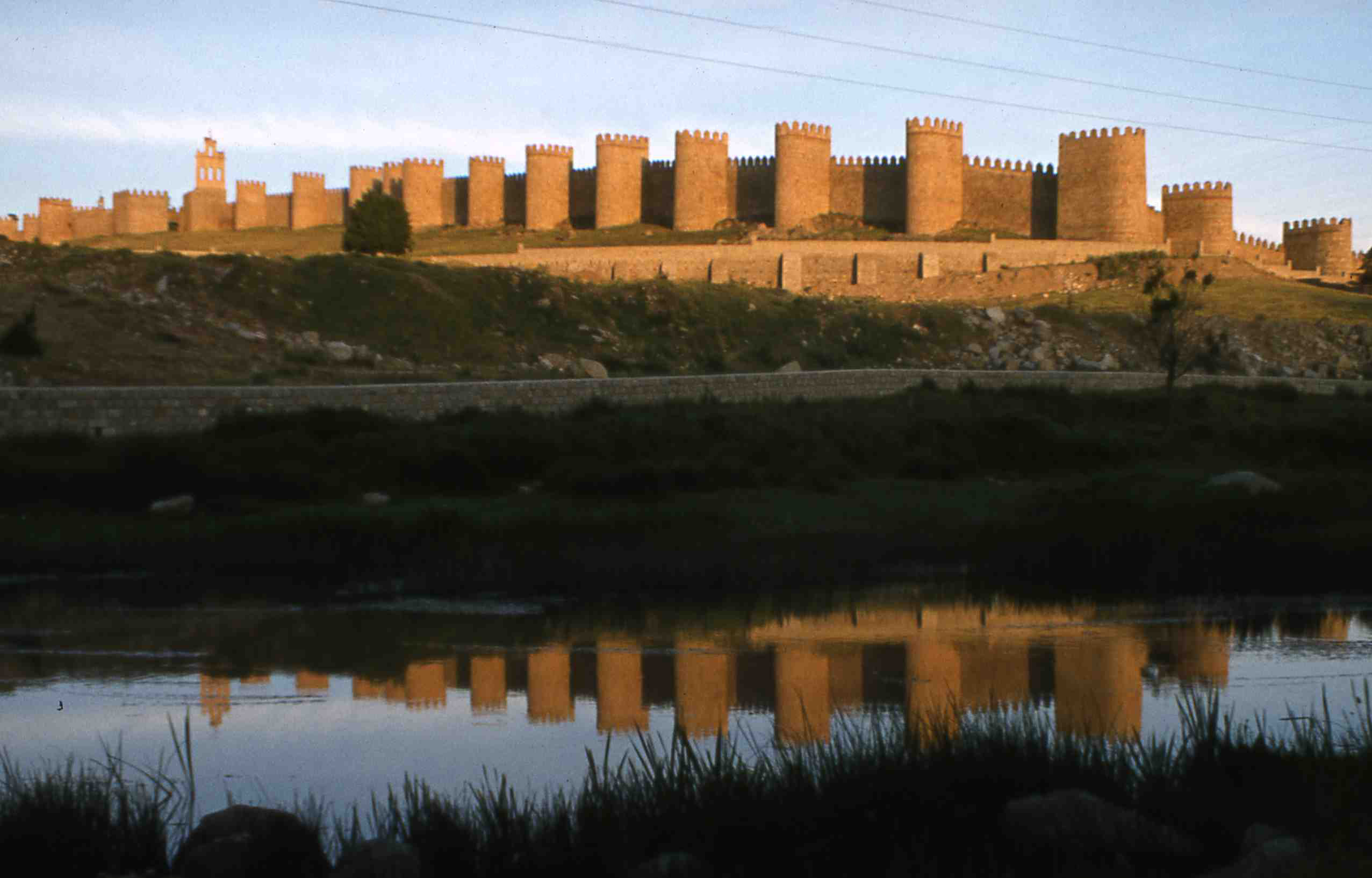
Адаха и городские стены Авилы
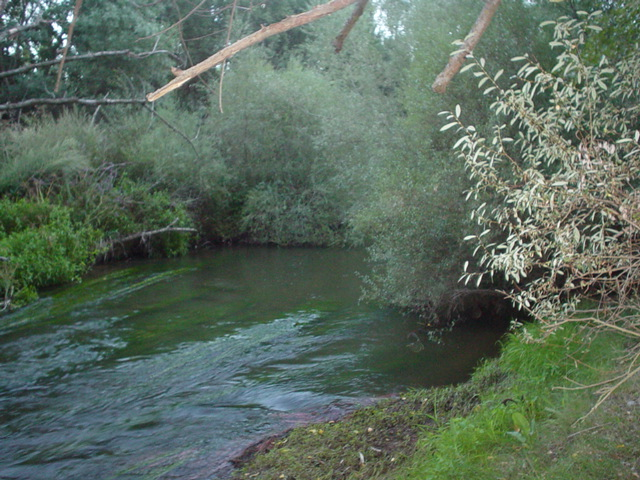
Река в комарке Ла-Моранья